# Blattella vaga
Blattella vaga — вид насекомых (тараканов) из семейства Ectobiidae.

## Распространение
Обитают в Европе и Северной Азии (за исключением Китая), Центральной и Северной Америке, а также в Южной Азии.

## Описание
Длина тела от 8,5 до 11,5 мм. У представителей этого вида тело от светло-коричневого до оливково-зелёного цвета с двумя чёрными продольными полосами, идущими параллельно спинному щиту.

## Биология
Представители вида в основном ведут дневной образ жизни и обитают на открытом воздухе среди сосудистых растений. В темноте они могут искать источники света. Любят прятаться под камнями, отмершим растительным материалом, топинамбурами и т. п. Таракан предпочитает определенную влажность и может искать дома в сухих климатических условиях. В основном он питается растительным материалом, но может также питаться и мелкими членистоногими.